# D (lettre)
Pour les articles homonymes, voir D.
Cette page contient des caractères spéciaux ou non latins. S’ils s’affichent mal (▯, ?, etc.), consultez la page d’aide Unicode.
D (appelée dé, /de/, en  français) est une lettre de l'alphabet latin. Elle est notamment la quatrième lettre de l’alphabet français.

## Histoire
La lettre D tire probablement son origine de l'alphabet protosinaïtique, du graphème représentant un poisson ou de celui représentant une porte. Le graphème a ensuite évolué dans les alphabets phénicien, grec, étrusque et romain, tout en conservant sa prononciation [d].

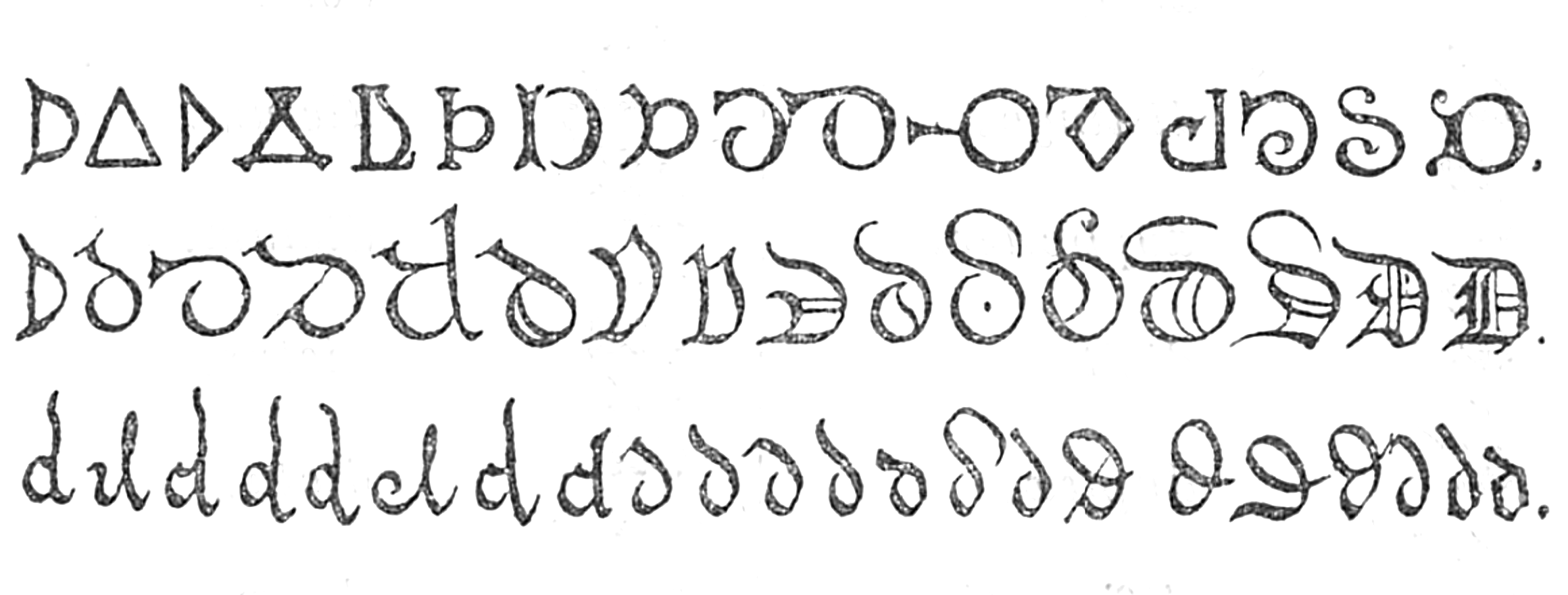
Formes majuscules et minuscules manuscrites de la lettre D dans le Dictionnaire des abréviations latines et française d’Alphonse Chassant.

|                                |                          |                      |            |            |          |
| Proto-sinaïtique (Poisson)     | Proto-sinaïtique (Porte) | « Dāleth » phénicien | Delta grec | D étrusque | D romain |
| Évolution probable du graphème |                          |                      |            |            |          |

## Diacritiques et ligatures
- D́ d́, d accent aigu
- D̂ d̂, d accent circonflexe
- Ɗ ɗ, d crosse
- Ď ď, d hatchek ou d caron
- Ḋ ḋ, d point suscrit
- Ƌ ƌ, d potence
- Đ đ, d barre inscrite
- ᵭ, d tilde inscrit
- Ḓ ḓ, d circonflexe souscrit : utilisé en venḓa
- Ɖ ɖ, d hameçon
- Ḑ ḑ, d cédille
- ᶁ, d crochet palatal
- Ḏ ḏ, d ligne souscrite
- Ḍ ḍ, d point souscrit
- D̤ d̤, d tréma souscrit
- D̦ d̦, d virgule souscrite
- ᶑ, d crosse hameçon rétroflexe
- ȡ, d bouclé

## Codage

### Informatique
| Lettre                   | D                        | D                        | d                         | d                         |
| ------------------------ | ------------------------ | ------------------------ | ------------------------- | ------------------------- |
| Nom Unicode              | Lettre capitale latine D | Lettre capitale latine D | Lettre minuscule latine D | Lettre minuscule latine D |
| Encodage                 | décimal                  | hexadécimal              | décimal                   | hexadécimal               |
| ASCII, ISO 8859, Unicode | 68                       | 44                       | 100                       | 64                        |
| EBCDIC                   | 196                      | C4                       | 132                       | 84                        |

### Radio
- Épellation alphabet radio
  - international : Delta
  - allemand : Dora
- En alphabet morse, la lettre D vaut « -·· »

### Autres
| Signalisation | Signalisation | Langue des signes | Langue des signes | Écriture Braille |
| Pavillon      | Sémaphore     | française         | québécoise        | Écriture Braille |
| ------------- | ------------- | ----------------- | ----------------- | ---------------- |
|               |               |                   |                   |                  |